# Primera División 1968-1969 (Spagna)
La Primera División 1968-1969 è stata la 38ª edizione della massima serie del campionato spagnolo di calcio, disputato tra il 14 settembre 1968 e il 20 aprile 1969 e concluso con la vittoria del Real Madrid, al suo quattordicesimo titolo, il terzo consecutivo.
Capocannonieri del torneo sono stati Amancio (Real Madrid) e José Eulogio Gárate (Atlético Madrid) con 14 reti ciascuno.

## Stagione

### Novità
Con la riforma della Segunda División, passata a girone unico, furono eliminati gli spareggi interdivisionali di fine campionato: retrocedevano direttamente le ultime tre squadre classificate a fine campionato.

## Classifica finale
|       | Pos. | Squadra             | Pt | G  | V  | N  | P  | GF | GS | DR  |
| ----- | ---- | ------------------- | -- | -- | -- | -- | -- | -- | -- | --- |
|       | 1.   | Real Madrid         | 47 | 30 | 18 | 11 | 1  | 46 | 21 | +25 |
|       | 2.   | Las Palmas          | 38 | 30 | 15 | 8  | 7  | 45 | 34 | +11 |
|       | 3.   | Barcellona          | 36 | 30 | 13 | 10 | 7  | 40 | 18 | +22 |
|       | 4.   | Sabadell            | 32 | 30 | 10 | 12 | 8  | 33 | 34 | -1  |
|       | 5.   | Valencia            | 31 | 30 | 10 | 11 | 9  | 36 | 39 | -3  |
|       | 6.   | Atlético Madrid     | 30 | 30 | 10 | 10 | 10 | 40 | 37 | +3  |
|       | 7.   | Real Sociedad       | 29 | 30 | 10 | 9  | 11 | 36 | 33 | +3  |
|       | 8.   | Granada             | 29 | 30 | 11 | 7  | 12 | 26 | 38 | -12 |
|       | 9.   | Elche               | 29 | 30 | 7  | 15 | 8  | 25 | 23 | +2  |
|       | 10.  | Deportivo La Coruña | 28 | 30 | 11 | 6  | 13 | 39 | 44 | -5  |
| [ 2 ] | 11.  | Athletic Bilbao     | 28 | 30 | 10 | 8  | 12 | 42 | 46 | -4  |
|       | 12.  | Pontevedra          | 27 | 30 | 7  | 13 | 10 | 20 | 23 | -3  |
|       | 13.  | Real Saragozza      | 26 | 30 | 8  | 10 | 12 | 36 | 36 | 0   |
|       | 14.  | Malaga              | 25 | 30 | 9  | 7  | 14 | 37 | 42 | -5  |
|       | 15.  | Español             | 24 | 30 | 8  | 8  | 14 | 29 | 36 | -7  |
|       | 16.  | Córdoba             | 21 | 30 | 5  | 11 | 14 | 31 | 57 | -26 |

Legenda:
      Campione di Spagna e qualificato in Coppa dei Campioni 1969-1970
      Qualificato in Coppa delle Coppe 1969-1970
      Invitate alla Coppa delle Fiere 1969-1970
      Retrocesse in Segunda División 1969-1970
Regolamento:
Due punti a vittoria, uno a pareggio, zero a sconfitta.
In caso di arrivo di due o più squadre a pari punti, la graduatoria verrà stilata secondo la classifica avulsa tra le squadre interessate che prevede, in ordine, i seguenti criteri:
- Punti negli scontri diretti.
- Differenza reti negli scontri diretti.
- Differenza reti generale.
- Reti realizzate in generale.

## Statistiche

### Squadre

#### Capoliste solitarie
|    | —— | ——          | —— | —— | —— | —— | —— | —— | ——  | ——  | ——  | ——  | ——  | ——  | ——  | ——  | ——  | ——  | ——  | ——  | ——  | ——  | ——  | ——  | ——  | ——  | ——  | ——  | ——  | —— |  |
|    |    | Real Madrid |    |    |    |    |    |    |     |     |     |     |     |     |     |     |     |     |     |     |     |     |     |     |     |     |     |     |     |    |  |
|    |    |             |    |    |    |    |    |    |     |     |     |     |     |     |     |     |     |     |     |     |     |     |     |     |     |     |     |     |     |    |  |
|    |    |             |    |    |    |    |    |    |     |     |     |     |     |     |     |     |     |     |     |     |     |     |     |     |     |     |     |     |     |    |  |
| 1ª | 2ª | 3ª          | 4ª | 5ª | 6ª | 7ª | 8ª | 9ª | 10ª | 11ª | 12ª | 13ª | 14ª | 15ª | 16ª | 17ª | 18ª | 19ª | 20ª | 21ª | 22ª | 23ª | 24ª | 25ª | 26ª | 27ª | 28ª | 29ª | 30ª |    |  |